# There for You
There for You is een nummer uit 2017 van de Nederlandse dj Martin Garrix en de Australische zanger Troye Sivan.
"There for You" gaat over een jongen die verliefd is, maar niet weet of dat gevoel wederzijds is. Het nummer werd wereldwijd een bescheiden hit. Het haalde de 11e positie in de Nederlandse Top 40, en de 19e in de Vlaamse Ultratop 50.